# 萨摩亚经济

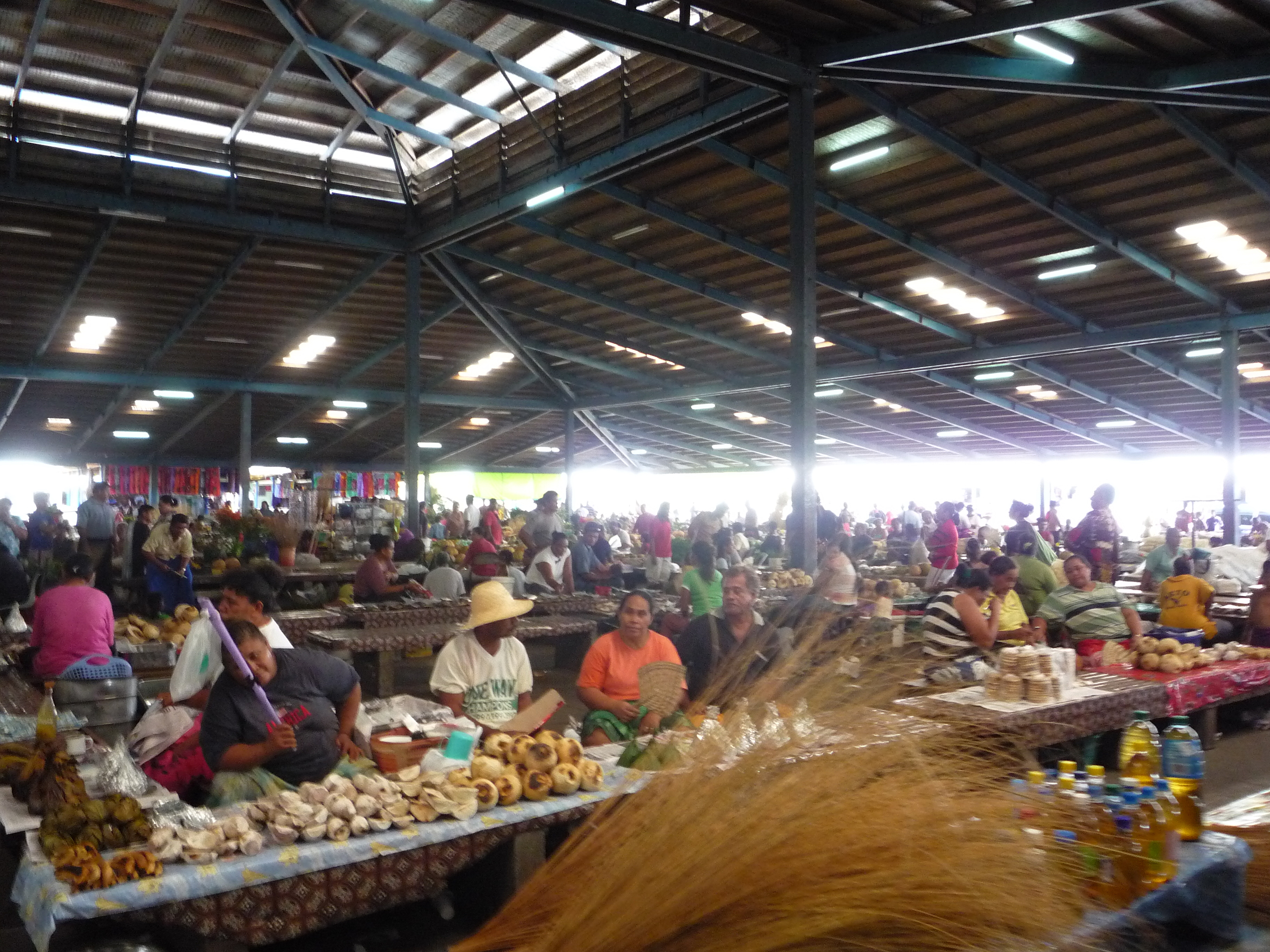
萨摩亚農業市場

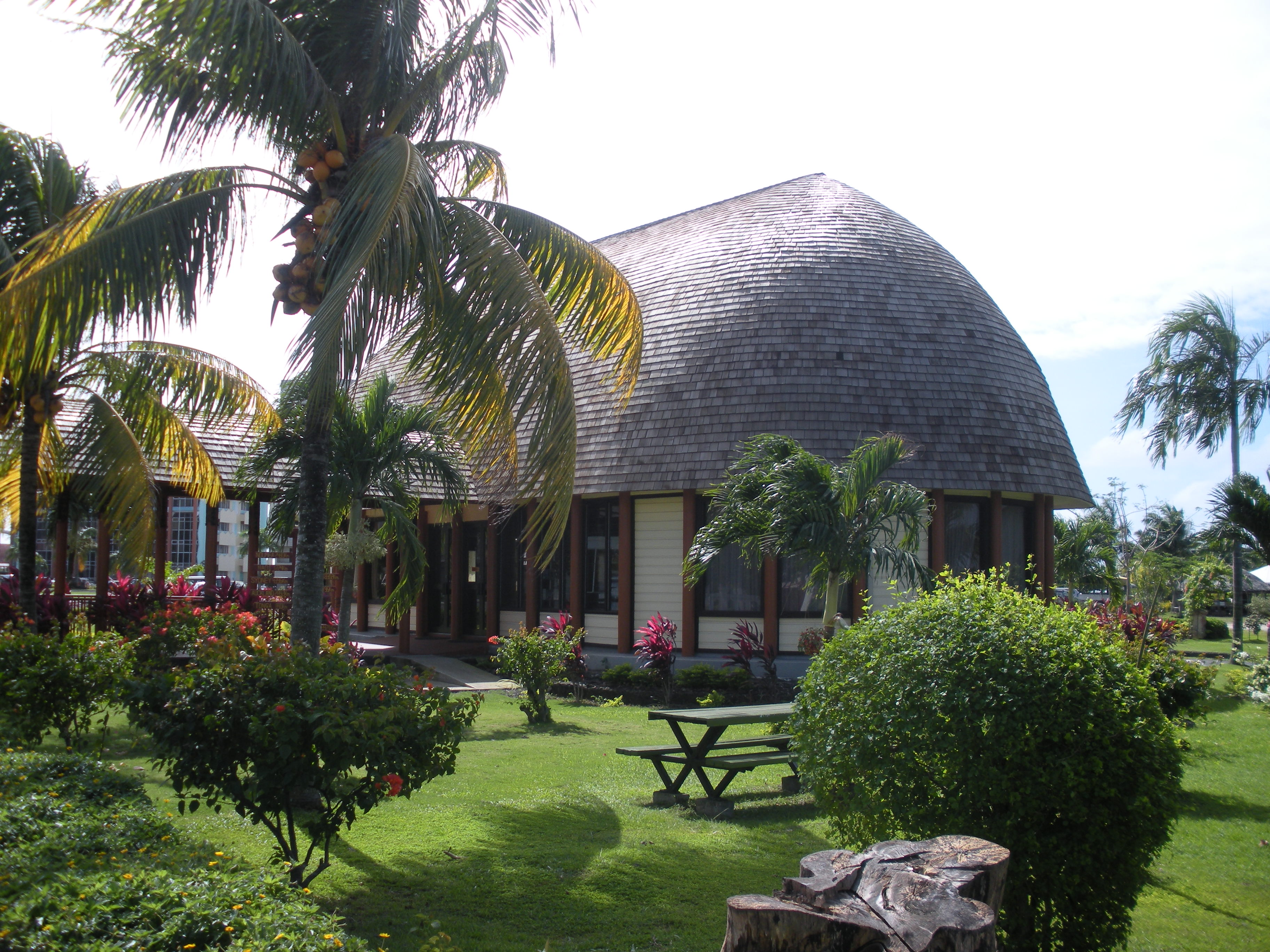
觀光飯店

萨摩亚经济以农业为主，被联合国列为最不发达国家之一。2003年国内生产总值为8.764亿塔拉，人均国内生产总值为4990塔拉。（1塔拉=0.36美元（2004年6月））。

## 农业
萨摩亚全国农业人口为12万人，占总人口的77%。主要种植咖啡、芋头、椰子、可可、香蕉、木瓜、卡瓦（kavakava）和面包果。全国耕地约4万公顷。目前森林面积占全国面积的46.3%。经济海域面积为12万平方公里，盛产金枪鱼。

## 工业
萨摩亚工业以消费工业和农产品加工业为主，主要产品有食品、啤酒和软饮料、烟草、木材家具、日用化学、印刷业及椰油等。

## 旅游业
旅游业是萨摩亚主要经济支柱之一和第二大外汇来源。2003年接待游客9.244万人次。游客主要来自美属萨摩亚、新西兰、澳大利亚、美国和欧洲等国家和地区。